# Dalton var her!
Dalton var her! nogle gange omtalt som Var her! er den danske gruppe Daltons dobbeltalbum fra 2010. Albummet indeholdt to CD'er med tidligere udgivet materiale samt en DVD med optagelser fra deres koncerter samt en dokumentar om tilblivelsen af det foregående album, Tyve ti.
Albummet modtog 5/6 stjerner  i musikmagasinet GAFFA, der kaldte det "bundsolid underholdning fra tre danske enere". Dalton var her nåede sin bedste placering som nummer 4 på Tracklisten og tilbragte i alt 16 uger på listen.

## Indhold

### CD 1
1. "Joe Dalton"
2. "Café Den Sidste Chance"
3. "Under rimelige grænser"
4. "Verden skrumper ind"
5. "Jeg har alderen med mig"
6. "Sæt sejl op"
7. "Rugbrød"
8. "Blå måne over Themsen"
9. "Bliv derude"

### CD 2
1. "Selskabsmadonna"
2. "Lilly fra Løkken"
3. "Nattens sidste gæst"
4. "Jessica"
5. "Miriam"
6. "Natteslinger"
7. "Daltons drøm"
8. "Kurfürstendam"
9. "Hollywood"
10. "Hvis du rejser mod nord"
11. "Kun ganske lidt"
12. "En at bli' som"